# Nazionale maschile di pallacanestro della Colombia
La nazionale di pallacanestro della Colombia è la rappresentativa cestistica della Colombia ed è posta sotto l'egida della Federazione cestistica della Colombia.

## Piazzamenti

### Campionati del mondo
- 1982 - 7°

### Campionati americani
- 2017 - 11°
- 2022 - 9°

### Giochi panamericani
- 1951 - 10°
- 1967 - 10º
- 1971 - 10º

### Campionati sudamericani
- 1945 - 6°
- 1953 - 7°
- 1955 - 8°
- 1958 - 6°
- 1960 - 6°

- 1963 - 8°
- 1966 - 7°
- 1968 - 7°
- 1969 - 6°
- 1971 - 5°

- 1973 - 6°
- 1976 - 5°
- 1977 - 7°
- 1983 - 6°
- 1985 - 5°

- 1989 - 7°
- 1991 - 5°
- 1997 - 5°
- 1999 - 9°
- 2001 - 7°

- 2006 - 5°
- 2008 - 5°
- 2010 - 6°
- 2012 - 7°
- 2016 - 5°

## Formazioni

### Campionati del mondo
Campionato mondiale maschile di pallacanestro 19824 Mosquera, 5 Bacci, 6 Valencia, 7 Murillo, 8 Nieto, 9 Stephens, 10 Gómez, 11 Maldonado, 12 Álvarez, 13 Masquita, 14 López, 15 Manjarrez,        All. Jim McGregor

### Campionati americani
Campionato americano maschile di pallacanestro 20174 Moreno, 7 Almanza, 8 Jackson, 9 Ortiz, 10 Atencia, 11 Angola, 12 Pérez, 14 Hernández, 15 Mejía, 20 Trocha, 22 Mosquera, 23 Tello,        All. Guillermo Moreno
Campionato americano maschile di pallacanestro 20220 Rojas, 1 Duarte, 2 Trocha, 3 Tello, 5 Peña, 6 De Luque, 7 Roque, 10 Atencia, 12 Echenique, 14 Mendoza, 20 Ibargüen, 55 Montaño,        All. Guillermo Moreno

### Campionati sudamericani
Campionato sudamericano maschile di pallacanestro 1958Bravo, A. Christopher, E. Christopher, Alb. Díaz, Alf. Díaz, López, Luna, Martínez, Nemeth, Peñaloza, Rugeles, Soler, All. Juan Leopoldo Rochaex
Campionato sudamericano maschile di pallacanestro 1960Bergonzoli, Bustamante, Cárdenas, Christopher, Díaz, Domínguez, Luna, Nemeth, Orozco, Soler, A. Yarce, R. Yarce, All. -
Campionato sudamericano maschile di pallacanestro 1971Ávila, Cabas, Douglas, Escobar, García, Manuel, F. Manzanera, J. Manzanera, Moreno, Pérez, Romero, Uribe, All. Raúl Ballefín
Campionato sudamericano maschile di pallacanestro 19734 Molina, 5 Rodríguez, 6 Douglas, 7 Dueñas, 8 Watson, 9 Romero, 10 Hooker, 11 Martínez, 12 Niño, 13 Ávila, 14 Bush, 15 Hernández,        All. Miguel Zapata
Campionato sudamericano maschile di pallacanestro 1976Álvarez, Arias, Dìaz, Douglas, Gómez, Molina, Moreno, Niño, Peláez, Peralta, Rodríguez, Uribe, All. -
Campionato sudamericano maschile di pallacanestro 1997C. Amaya, H. Amaya, Angulo, Giraldo, Gordon, Grijalba, Gutiérrez, Lever, Lozano, Mosquera, E. Moreno, Ocoró, Sinclair, Teherán, All. Guillermo Moreno
Campionato sudamericano maschile di pallacanestro 2001Angulo, Cañedo, Fernández, Giraldo, Gutiérrez, Ibáñez, Lindo, Montoya, É. Moreno, Ocoró, Sanz, Teherán, All. Guillermo Moreno
Campionato sudamericano maschile di pallacanestro 20064 Moreno, 5 Berrio, 6 Guevara, 7 C. Ordóñez, 8 Sanz, 9 Ortiz, 10 H. Ordónez, 11 Asprilla, 12 Teherán, 13 Rentería, 14 Restrepo, 15 Cañedo,        All. Tomás Díaz
Campionato sudamericano maschile di pallacanestro 20084 Moreno, 5 Cañedo, 6 Guevara, 7 Contreras, 8 Pérez, 9 Mosquera, 10 Barrios, 11 Aragón, 12 Arcila, 13 Londoño, 14 Montoya, 15 Bacci,        All. Hernán Giraldo
Campionato sudamericano maschile di pallacanestro 20104 Moreno, 5 Bacci, 6 Guevara, 7 Fernández, 8 Mosquera, 9 Ortiz, 10 Cortes, 11 Aragón, 12 Pérez, 13 Caicedo, 14 Hernández, 15 Rentería,        All. Hernán Giraldo
Campionato sudamericano maschile di pallacanestro 20124 Aguirre, 5 Bacci, 6 Guevara, 7 Contreras, 8 Aragón, 9 Ortiz, 11 Rentería, 12 Pérez, 13 Londoño, 14 Hernández, 15 Mosquera,        All. Hernán Giraldo
Campionato sudamericano maschile di pallacanestro 20164 Caicedo, 5 Salazar, 6 Mendoza, 7 Ibargüen, 8 Jackson, 9 Ortiz, 10 Atencia, 11 Hinestroza, 12 Pérez, 13 Mosquera, 14 Hernández, 15 Mejía,        All. Guillermo Moreno

### Giochi panamericani
Template:Colombia maschile pallacanestro Giochi panamericani 1951
Pallacanestro maschile ai V Giochi panamericaniPérez, Bergonzoli, Bowie, Cabas, Cuero, Escobar, González, Manzanera, Niño, Peñaloza, Porras, Romero, All. -
Pallacanestro maschile ai VI Giochi panamericaniÁvila, Cabas, Douglas, Escobar, Hooker, A. Manuel, L. Manuel, Moreno, Pérez, Romero, Ronderos, Uribe, All. Raúl Ballefín

### Giochi centramericani e caraibici
Pallacanestro maschile ai XXIII Giochi centramericani e caraibici5 Salazar, 6 Muñoz, 7 Almanza, 8 Jackson, 9 Ortiz, 10 Atencia, 12 Martínez, 13 Peña, 14 Hernández, 15 Asprilla, 33 Javes, 50 Mendoza,        All. Tomas Díaz